# Max Müller (Mediziner)
Max Müller (* 4. September 1894 in Bern; † 18. Februar 1980 in Rüfenacht; heimatberechtigt in Bern) war ein Schweizer Psychiater.

## Leben
Der Sohn des Arztes und Psychiaters Max Müller senior studierte Medizin an der Universität Bern und schloss 1920 mit Staatsexamen und Promotion ab. Er arbeitete als Assistenzarzt bei Eugen Bleuler am Burghölzli in Zürich und als Oberarzt an der Heilanstalt Münsingen, der er von 1939 bis 1954 als Direktor vorstand. 1931 wurde er an der Universität Bern für Psychiatrie habilitiert und 1944 zum ausserordentlichen Professor ernannt. Von 1954 bis 1963 war er ordentlicher Professor für Psychiatrie an der Universität Bern und Direktor der Waldau.
Sein Sohn Christian Müller wurde ebenfalls Psychiater.
Zu seinen Vorfahren gehörte der Apotheker Christian Müller, der 1838 von Deutschland in die Schweiz umsiedelte.

## Wirken

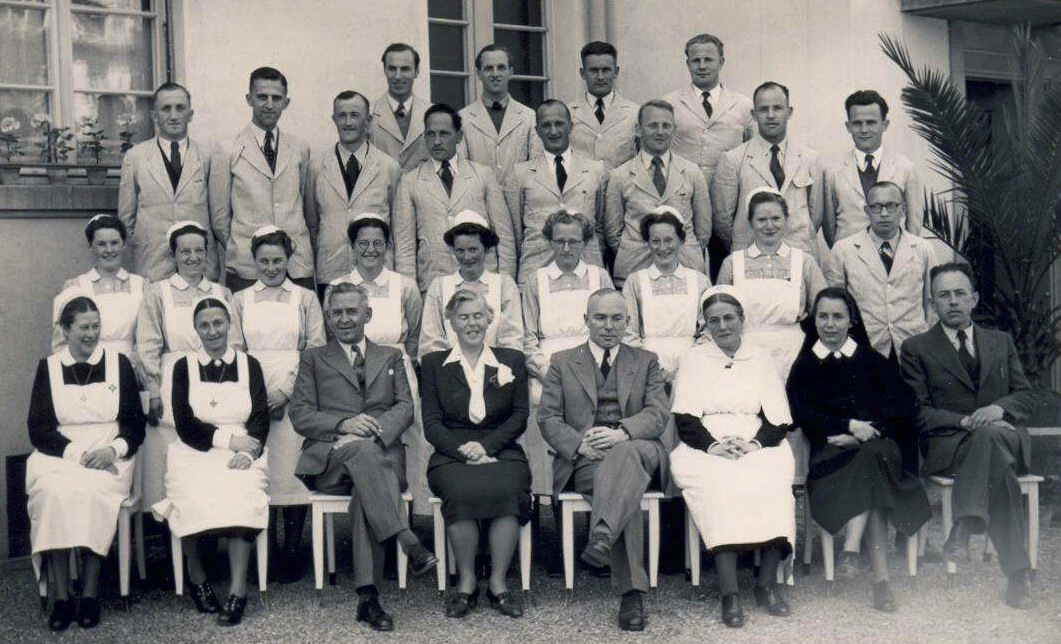
Gruppenfoto während eines Kurses im PZM, 1948.
Max Müller sitzend, Dritter von links.

Müller liess die Münsinger Klinik modernisieren, die als Zentrum der somatischen Therapie (Insulintherapie, Elektrokrampftherapie) ebenso wie für den Einbezug der Psychoanalyse internationale Anerkennung fand. Neben der Förderung der neurobiologischen Forschung galt sein Einsatz der Ausbildung des Pflegepersonals. Sein Nachlass befindet sich in der Burgerbibliothek Bern.

## Friedrich Glauser
1925 lernte Max Müller den Schriftsteller Friedrich Glauser kennen, als dieser zum zweiten Mal in Münsingen interniert wurde. Müller wohnte damals mit seiner Familie im Haupthaus auf dem 3. Stock (vom Treppenhaus aus gesehen links) und wurde für Glauser bis 1933 zu einer der wichtigsten Bezugspersonen, da er in dieser Zeit mit ihm eine Psychoanalyse durchführte, ihn literarisch förderte und sogar Anschluss in der eigenen Familie gewährte. Glauser integrierte diese Beziehung in seinem dritten Wachtmeister-Studer-Roman Matto regiert.

## Werke (Auswahl)
- Untersuchungen über Kleinhirn und Labyrinth des Meerschweinchens. Sonderdruck aus: Zeitschrift für Biologie. Bd. 70, H. 6/7/8 (Dissertation, Universität Bern, 1920).
- Über Heilungsmechanismen in der Schizophrenie. Karger, Berlin 1930.
- Prognose und Therapie der Geisteskrankheiten. Thieme, Leipzig 1936.
- Die körperlichen Behandlungsverfahren in der Psychiatrie: Ein Lehr- und Handbuch. Thieme, Stuttgart 1952.
- Erinnerungen: Erlebte Psychiatriegeschichte 1920–1960. Springer, Berlin/Heidelberg 1982, ISBN 0-387-11293-6 (mit Bibliographie).